# Masatada Ishii
Masatada Ishii (石井正忠?, Ishii Masatada; Ichihara, 1º febbraio 1967) è un allenatore di calcio ed ex calciatore giapponese, di ruolo centrocampista, commissario tecnico della nazionale thailandese.
Nel 2016 viene nominato come miglior allenatore del campionato nipponico del 2016.

## Carriera

### Calciatore
Ha militato nel NTT Kanto, nei Kashima Antlers e nell'Avispa Fukuoka.

### Allenatore
Dopo il ritiro dall'attività agonistica è divenuto dal 2002 preparatore atletico del Kashima Antlers. Ha mantenuto tale ruolo sino al 2011, quando a partire dall'anno successivo è divenuto il vice-allenatore del sodalizio di Kashima.
Nel 2015 diventa l'allenatore dei Kashima Antlers, visto l'esonero di Toninho Cerezo.

## Statistiche da allenatore
Statistiche aggiornate al 7 ottobre 2023. In grassetto le competizioni vinte.
| Stagione                 | Squadra                  | Campionato               | Campionato | Campionato | Campionato | Campionato | Coppe nazionali | Coppe nazionali | Coppe nazionali | Coppe nazionali | Coppe nazionali | Coppe continentali | Coppe continentali | Coppe continentali | Coppe continentali | Coppe continentali | Altre coppe | Altre coppe | Altre coppe | Altre coppe | Altre coppe | Totale | Totale | Totale | Totale | % Vittorie | Piazzamento     |
| Stagione                 | Squadra                  | Comp                     | G          | V          | N          | P          | Comp            | G               | V               | N               | P               | Comp               | G                  | V                  | N                  | P                  | Comp        | G           | V           | N           | P           | G      | V      | N      | P      | %          | Piazzamento     |
| ------------------------ | ------------------------ | ------------------------ | ---------- | ---------- | ---------- | ---------- | --------------- | --------------- | --------------- | --------------- | --------------- | ------------------ | ------------------ | ------------------ | ------------------ | ------------------ | ----------- | ----------- | ----------- | ----------- | ----------- | ------ | ------ | ------ | ------ | ---------- | --------------- |
| lug.-nov. 2015           | Kashima Antlers          | J1                       | 17         | 12         | 1          | 4          | CI+CdL          | 2+5             | 1+4             | 0+1             | 1+0             | -                  | -                  | -                  | -                  | -                  | -           | -           | -           | -           | -           | 24     | 17     | 2      | 5      | 70,83      | Sub, 5°         |
| 2016                     | Kashima Antlers          | J1                       | 34+3       | 18+2       | 5          | 11+1       | CI+CdL          | 6+6             | 6+1             | 0+1             | 0+4             | -                  | -                  | -                  | -                  | -                  | CmC+SB      | 4+1         | 3+0         | 0           | 1+1         | 54     | 30     | 6      | 18     | 55,56      | 3°              |
| 2017                     | Kashima Antlers          | J1                       | 12         | 7          | 0          | 5          | CI+CdL          | 0+0             | 0+0             | 0+0             | 0+0             | ACL                | 8                  | 5                  | 0                  | 3                  | SG          | 1           | 1           | 0           | 0           | 21     | 13     | 0      | 8      | 61,90      | Eson            |
| Totale Kashima Antlers   | Totale Kashima Antlers   | Totale Kashima Antlers   | 63+3       | 37+2       | 6          | 20+1       |                 | 19              | 12              | 2               | 5               |                    | 8                  | 5                  | 0                  | 3                  |             | 1           | 1           | 0           | 0           | 99     | 60     | 8      | 31     | 60,61      |                 |
| nov.-dic. 2017           | Omiya Ardija             | J1                       | 3          | 0          | 1          | 2          | CI+CdL          | 0+0             | 0+0             | 0+0             | 0+0             | -                  | -                  | -                  | -                  | -                  | -           | -           | -           | -           | -           | 3      | 0      | 1      | 2      | &0,00      | Sub, 18° (ret.) |
| 2018                     | Omiya Ardija             | J2                       | 42+1       | 21         | 8          | 13+1       | CI              | 2               | 1               | 0               | 1               | -                  | -                  | -                  | -                  | -                  | -           | -           | -           | -           | -           | 45     | 22     | 8      | 15     | 48,89      | 5°              |
| Totale Omiya Ardija      | Totale Omiya Ardija      | Totale Omiya Ardija      | 45+1       | 21         | 9          | 15+1       |                 | 2               | 1               | 0               | 1               |                    | -                  | -                  | -                  | -                  |             | -           | -           | -           | -           | 48     | 22     | 9      | 17     | 45,83      |                 |
| 2020-2021                | Samut Prakan City        | TH1                      | 30         | 14         | 5          | 11         | FACup           | 3               | 2               | 0               | 1               | -                  | -                  | -                  | -                  | -                  | -           | -           | -           | -           | -           | 33     | 16     | 5      | 12     | 48,48      | 6°              |
| set.-nov. 2021           | Samut Prakan City        | TH1                      | 15         | 3          | 5          | 7          | FACup+CdL       | 1+0             | 1+0             | 0+0             | 0+0             | -                  | -                  | -                  | -                  | -                  | -           | -           | -           | -           | -           | 16     | 4      | 5      | 7      | 25,00      | Dim             |
| Totale Samut Prakan City | Totale Samut Prakan City | Totale Samut Prakan City | 45         | 17         | 10         | 18         |                 | 4               | 3               | 0               | 1               |                    | -                  | -                  | -                  | -                  |             | -           | -           | -           | -           | 49     | 20     | 10     | 19     | 40,82      |                 |
| gen.-mag. 2022           | Buriram Utd              | TH1                      | 15         | 9          | 3          | 3          | FACup+CdL       | 4+4             | 4+4             | 0+0             | 0+0             | ACL                | 1                  | 0                  | 0                  | 1                  | CC          | 1           | 0           | 0           | 1           | 25     | 17     | 3      | 5      | 68,00      | Sub, 1°         |
| 2022-2023                | Buriram Utd              | TH1                      | 30         | 23         | 5          | 2          | FACup+CdL       | 6+5             | 6+5             | 0+0             | 0+0             | -                  | -                  | -                  | -                  | -                  | CC          | 1           | 0           | 0           | 1           | 42     | 34     | 5      | 3      | 80,95      | 1°              |
| Totale Buriram United    | Totale Buriram United    | Totale Buriram United    | 45         | 32         | 8          | 5          |                 | 19              | 19              | 0               | 0               |                    | 1                  | 0                  | 0                  | 1                  |             | 2           | 0           | 0           | 2           | 67     | 51     | 8      | 8      | 76,12      |                 |
| Totale carriera          | Totale carriera          | Totale carriera          | 202        | 109        | 33         | 60         |                 | 44              | 35              | 2               | 7               |                    | 9                  | 5                  | 0                  | 4                  |             | 8           | 4           | 0           | 4           | 263    | 153    | 35     | 75     | 58,17      |                 |

### Nazionale thailandese
Statistiche aggiornate al 18 dicembre 2023.
| Squadra    | Naz                   | dal              | al        | Record | Record | Record | Record     | Record | Record | Record | Record |
| G          | V                     | N                | P         | GF     | GS     | DR     | % Vittorie |        |        |        |        |
| ---------- | --------------------- | ---------------- | --------- | ------ | ------ | ------ | ---------- | ------ | ------ | ------ | ------ |
| Thailandia | Thailandia (bandiera) | 12 dicembre 2023 | in carica | 7      | 1      | 3      | 3          | 4      | 11     | −7     | 14,29  |

### Nazionale thailandese nel dettaglio
| gen.-feb. 2024    | Thailandia        | Coppa d'Asia 2023   | Ottavi di finale        | 4 | 1 | 2 | 1 | 25,00 | 3 | 2  | +1 |
| 2024              | Thailandia        | Qual. Mondiali 2026 | subentrato nel gruppo C | 2 | 0 | 1 | 1 | &0,00 | 1 | 4  | -3 |
| Dal 2024          | Thailandia        | Amichevoli          |                         | 1 | 0 | 0 | 1 | &0,00 | 0 | 5  | -5 |
| Totale Thailandia | Totale Thailandia | Totale Thailandia   | Totale Thailandia       | 7 | 1 | 3 | 3 | 14,29 | 4 | 11 | -7 |

### Panchine da commissario tecnico della nazionale thailandese
| Cronologia completa delle presenze e delle reti in nazionale ― Thailandia | Cronologia completa delle presenze e delle reti in nazionale ― Thailandia | Cronologia completa delle presenze e delle reti in nazionale ― Thailandia | Cronologia completa delle presenze e delle reti in nazionale ― Thailandia | Cronologia completa delle presenze e delle reti in nazionale ― Thailandia | Cronologia completa delle presenze e delle reti in nazionale ― Thailandia | Cronologia completa delle presenze e delle reti in nazionale ― Thailandia | Cronologia completa delle presenze e delle reti in nazionale ― Thailandia |
| Data                                                                      | Città                                                                     | In casa                                                                   | Risultato                                                                 | Ospiti                                                                    | Competizione                                                              | Reti                                                                      | Note                                                                      |
| ------------------------------------------------------------------------- | ------------------------------------------------------------------------- | ------------------------------------------------------------------------- | ------------------------------------------------------------------------- | ------------------------------------------------------------------------- | ------------------------------------------------------------------------- | ------------------------------------------------------------------------- | ------------------------------------------------------------------------- |
| 1-1-2024                                                                  | Tokyo                                                                     | Giappone                                                                  | 5 – 0                                                                     | Thailandia                                                                | Amichevole                                                                | -                                                                         | Cap: K.Kaman                                                              |
| 16-1-2024                                                                 | Doha                                                                      | Thailandia                                                                | 2 – 0                                                                     | Kirghizistan                                                              | Coppa d'Asia 2023 - 1º turno                                              | 2 Supachai Jaided                                                         | Cap: T.Bunmathan                                                          |
| 21-1-2024                                                                 | Doha                                                                      | Oman                                                                      | 0 – 0                                                                     | Thailandia                                                                | Coppa d'Asia 2023 - 1º turno                                              | -                                                                         | Cap: T.Bunmathan                                                          |
| 25-1-2024                                                                 | Al Rayyan                                                                 | Arabia Saudita                                                            | 0 – 0                                                                     | Thailandia                                                                | Coppa d'Asia 2023 - 1º turno                                              | -                                                                         | Cap: S.Yooyen                                                             |
| 30-1-2024                                                                 | Al Rayyan                                                                 | Uzbekistan                                                                | 2 – 1                                                                     | Thailandia                                                                | Coppa d'Asia 2023 - Ottavi d finale                                       | Supachok Sarachat                                                         | Cap: T.Bunmathan                                                          |
| 21-3-2024                                                                 | Seoul                                                                     | Corea del Sud                                                             | 1 – 1                                                                     | Thailandia                                                                | Qual. Mondiali 2026                                                       | Suphanat Mueanta                                                          | Cap: T.Bunmathan                                                          |
| 26-3-2024                                                                 | Bangkok                                                                   | Thailandia                                                                | 0 – 3                                                                     | Corea del Sud                                                             | Qual. Mondiali 2026                                                       | -                                                                         | Cap: T.Bunmathan                                                          |
| Totale                                                                    |                                                                           | Presenze                                                                  | 7                                                                         |                                                                           | Reti                                                                      | 4                                                                         |                                                                           |

## Palmares

### Allenatore
- Campionato giapponese: 1

Kashima Antlers: 2016
- Coppa dell'Imperatore: 1

Kashima Antlers: 2016
- Supercoppa del Giappone: 1

Kashima Antlers: 2017
- Coppa J. League: 1

Kashima Antlers: 2015
- Thai League 1: 2

Buriram United: 2021-2022, 2022-2023
- Thai FA Cup: 2

Buriram United: 2021-2022, 2022-2023
- Thai League Cup: 2

Buriram United: 2021-2022, 2022-2023
- King's Cup (calcio): 1

Thailandia: 2024